# Don't let it bring you down (Neil Young)
Don't let it bring you down is een lied dat werd geschreven door Neil Young. Hij bracht het in 1970 uit op zijn album After the gold rush.

## Tekst en muziek
Op de albumversie speelt Young het nummer met een akoestische gitaar en wordt hij begeleid door musici van Crazy Horse, waaronder door Jack Nitzsche op de piano. Crazy Horse speelt niet op het hele album mee. Bekend om het gebruik van zijn kopstem, is de toonhoogte hier zelfs voor Young aan de hoge kant.
De hoofdpersoon van het eerste couplet is een man die aan de kant van de weg ligt terwijl vrachtwagens langs hem rijden. In het tweede couplet verhaalt hij over een blinde man die door de verlichte nacht in de stad rent.
Young verbeeldt een spiritueel bankroet binnen de context van een sombere stedelijke omgeving. De moedeloze omstandigheden van de hoofdpersoon worden ondersteund door de zware aanzetting in de muziek. Laat het je niet klein krijgen (Don't let it bring you down) is het advies dat Young toezingt in het refrein.
Tijdens een optreden met Crosby, Stills, Nash & Young, ondergebracht op het album 4 way street, introduceerde hij het nummer niettemin als a new song that is guaranteed to bring you right down.

## Uitvoeringen en covers
Een half jaar nadat hij het op After the gold rush had uitgebracht, verscheen de live-versie op 4 way street met Crosby, Stills en Nash. Verder maakte het enkele decennia later deel uit twee archiefalbums, te weten Live at Massey Hall 1971 (2007) en The archives vol. 1 1963-1972 (2009).
Een bekende cover werd gezongen door de Schotse zangeres Annie Lennox die in de jaren tachtig met David Stewart het succesvolle do Eurythmics vormde. Het verscheen in 1995 op haar tweede soloalbum Medusa. Ook zong ze het met een aangepaste tekst in de met vijf Oscars bekroonde film American beauty uit 1999.
Ook verschenen versies op verschillende muziekvideo's. Van de Zuid-Afrikaanse Brit Manfred Mann verscheen in 2003 een versie met zijn Earth Band in Angel station in Moscow. Mann wijzigde de titel voor deze gelegenheid in Castles burning - Don't let it bring you down. Daarna zong Jackson Browne in 2010 nog een versie op een MusiCares-tribuutvideo van Young.
Het nummer verscheen verder op tal van muziekalbums. Voorbeelden hiervan zijn van David Clayton-Thomas (David Clayton-Thomas, 1972), Victoria Williams (The bridge, 1989), Amanda Marshall (Borrowed tunes, 1994), het Belgische duo Patrick Riguelle & Jan Hautekiet (A minor thing, 1998), Angie Aparo (Weapons of mass construction, 2002), Q and Not U (Don't know when I'll be back again - A compilation benefiting American veterans of the Vietnam War, 2002), Seal (One night to remember, 2006), Andy Milne (Dreams and false alarms, 2007), Raine Maida (Borrowed tunes, 2007), Andy Pratt (All that glitters, 2011), Sarah Fimm (Barn sessions, 2012) en Ida Sand (Young at heart, 2015).